# Pueblo Sin Fronteras
Pueblo Sin Fronteras (engl. People with no borders, dt. Volk ohne Grenzen) ist eine gemeinnützige Organisation, die sich um die Rechte von Einwanderern kümmert. Daneben organisierte Pueblo Sin Fronteras auch „Einwanderer-Karawanen“, auch Kreuzweg-Karawanen genannt, von Zentralamerika oder Mexiko in die Vereinigten Staaten und ist Mitglied des Nationalen-Tagelöhner-Netzwerkes (NDLON).

## Geschichte
Die Organisation wurde im Jahre 2000 gegründet. Sie bietet Einwanderern Schutzeinrichtungen und Rechtsbeistand auf ihrem Weg in das gewünschte Land. Die Organisation hat Ableger in den Vereinigten Staaten, wo sie auch Spenden sammelt und politisch aktiv ist. Pueblo Sin Frontera organisierte die erste Karawane im April 2018. Die Oktober-Karawane 2018 wurde nicht direkt von Pueblo Sin Fronteras organisiert, jedoch gewährte die Organisation ihr logistische Unterstützung. Nach anderen Informationen gab die Organisation der Karawane auch Tagesziele auf dem Weg bis zur mexikanisch-amerikanischen Grenze vor. Flüchtlingshelfer in Tijuana werfen Pueblo Sin Fronteras vor die Karawane bis an die Grenze geführt, sich dann aber aus der Verantwortung gestohlen zu haben als es dort nicht mehr weiter ging.